# 1. FC Magdeburgo II
El 1. FC Magdeburgo II es un equipo de fútbol de Alemania que juega en la Regionalliga Nordost, una de las ligas que conforman la cuarta división nacional.

## Historia
Fue fundado en el año 1970 en la ciudad de Magdeburgo, y durante los años de la Alemania Democrática llegó a jugar en seis temporadas en la DDR-Liga y también participó en algunas ocasiones en la Copa de Alemania Democrática donde su mejor participación fue la ronda de octavos de final en la edición de 1984/85, pero luego de la reunificación alemana el club fue disuelto.
El club fue refundado en 1993 donde logró tres ascensos para alcanzar la Verbandsliga Sachsen-Anhalt en la temporada 2000/01. Por la inconsistencia del primer equipo que descendió a la Regionalliga Nord en 2002 provocó que el equipo filial fuera desaparecido nuevamente. Al año siguiente el club vuelve a ser refundado en la Stadtliga Magdeburg y a partir de 2004 logró tres ascensos en cuatro años y volvió a estar representado en la Verbandsliga a partir de 2007. Después de sólo una temporada en la Oberliga Nordost descendió a la Verbandsliga como último de la tabla. Al año siguiente logró el campeonato y nuevamente el equipo fue relegado a la Verbandsliga en la temporada 2010-11. Eso compensó el retiro temprano del primer equipo de la Copa Nacional en 2000 y 2007 y ganó la copa con éxitos sobre el VfL Hall 96 (3:2) y Prusia Magdeburg (3:0), para que el primer equipo pudiera competir en la Copa de Alemania.
En la temporada 2023-24 logra el ascenso de nuevo a la Oberliga Nordost, y en la temporada 2024-25 es campeón y logra el ascenso a la Regionalliga Nordost por primera vez en su historia.

## Palmarés
- Oberliga Nordost: 1

2025